# Tahkuranna
Tahkuranna (em estoniano:  Tahkuranna vald) é um município rural estoniano localizado na região de Pärnumaa.